# Mont Greuvetta
Il Mont Greuvetta (pron. fr. AFI: [ɡʁəvɛta]; 3.684 m s.l.m. - il toponimo è reso anche con Gruetta [ɡʁyɛta], o con l'ortografia omofona Greuvettaz) è una montagna del Gruppo di Leschaux nel Massiccio del Monte Bianco collocata in territorio italiano (Valle d'Aosta).

## Caratteristiche
La montagna è la massima elevazione del Gruppo Greuvetta, gruppo che si stacca ad oriente dell'Aiguille de Leschaux e che separa i bacini del Ghiacciaio di Triolet da quello del Ghiacciaio di Frébouze.
Oltre al Mont Gruetta, il gruppo è formato anche da queste principali somme:
- Mont rouge de Greuvetta - 3.477 m
- Petit mont de Greuvetta (o Punta Bosio) - 3.226 m
- Mont vert de Greuvetta - 2.873 m

Il Bivacco Gianni Comino è costruito ai piedi del gruppo.
Il toponimo sembra derivare dal termine grevie, che in patois valdostano si riferisce alla fontina.